# A Ceremony of Carols
A Ceremony Of Carols, Op 28, er skrevet af Benjamin Britten. Værket blev skrevet i 1942 og består af 3 stemmer, solo stemme og harpe. Værket er et juleværk der blev skrevet på en sejltur.
Sproget i værket er engelsk og lidt latin.
Han skrev 11 sange i værket. Her er en liste med alle sangene:
- Hodie
- Wolcum yole
- There is no rose
- That younge child
- Balulalow
- As der in aprille
- This little babe
- Interlude
- In freezing winter night
- Spring carol
- Deo gracias-Adam lay i-bounden

 Der er for få eller ingen kildehenvisninger i denne artikel, hvilket er et problem. Du kan hjælpe ved at angive troværdige kilder til de påstande, som fremføres i artiklen.